# Kazuhiro Murakami
Kazuhiro Murakami (født 20. januar 1981) er en japansk tidligere professionel fodboldspiller.
Han har spillet for flere forskellige klubber i sin karriere, herunder Yokohama F. Marinos, Vegalta Sendai, Kawasaki Frontale og Omiya Ardija.